# Plexippos (Sohn des Phineus)
Plexippos (altgriechisch Πλήξιππος Plḗxippos) ist in der griechischen Mythologie der Sohn des Phineus und der Kleopatra.
In der Bibliotheke des Apollodor werden er und sein Bruder Pandion von ihrer Stiefmutter Idaia verleumderisch beschuldigt, ihr ungebührliche Anträge gemacht zu haben. Phineus glaubt es und blendet seine Söhne.
Bei Diodor wird berichtet, dass die nicht namentlich genannten Söhne des Phineus in die Erde eingegraben wurden und unablässig mit Geißeln geschlagen wurden, bis sie schließlich von den Argonauten auf deren Durchreise gefunden und auf ihr Flehen und ihre Schilderung der Vorgeschichte hin von den Boreaden Kalaïs und Zetes befreit wurden.
In anderen Überlieferungen der Sage werden verschiedene Namen der Brüder angegeben; so heißen sie auch Terymbas und Aspondos, Oreithyios und Krambos (Krambis), Parthenios und Krambis oder Polymedes und Klytios.